# Mus orangiae
Mus orangiae é uma espécie de roedor da família Muridae.
Pode ser encontrada nos seguintes países: Lesoto e África do Sul.
Os seus habitats naturais são: campos de altitude subtropicais ou tropicais, terras aráveis e pastagens.